# Ceyhan
Ceyhan Törökország középső-déli Adana tartományának egyik legnépesebb városa 43 kilométerre keletre a tartományi székhely Adanától, a nagy Çukurovai-alföld keleti szélén.
Nevét a Ceyhan folyóról kapta, amelynek partján fekszik. A Ceyhan a városközponton fut keresztül.
2008-ban a körzet népessége 158 833, a város népessége pedig 102 040 fő volt.

## Energiaszállítási csomópont
A Kaszpi-tenger térségéből Azerbajdzsánon és Grúzián keresztül Északkelet-Törökországba kőolajat szállító Baki–Tbiliszi–Ceyhan-kőolajvezeték (BTC) végpontja. Ceyhanba fut be a Kirkuk–Ceyhan kőolajvezeték is és a tervek szerint 2010-re megépül a fekete-tengeri Samsunból Ceyhanba kőolajat szállító transzanatóliai kőolajvezeték is.
A jövőben a tervek szerint Ceyhan a földgázszállításban is kulcsszerepet kap: a Kirkuk-Ceyhan kőolajvezetékkel párhuzamosan gázvezeték épülhet, illetve a Kék Áramlat gázvezeték meghosszabbításán keresztül Samsunból is juthat gáz Ceyhanba.
A török kormány komoly ceyhani fejlesztési szándékait kívánta jelezni azzal is, hogy globális nyersolajmárkát tervezi létrehozni Ceyhan néven.

## Látványosságai
- A Kurtkulağı karavánszeráj, amelyet 1659-ben Hüszejin pasa építtetett Mehmed agával.
- A Yılankale („Kígyóvár”), egy 12. századik vár, amelyet meredek sziklafalak tetejére építettek a keresztes háborúk idején, hogy a helyőrség innen ellenőrizhesse a síkságot és a keletre futó kereskedelmi utakat.
- A Tumlu Kale vagy Dumlukale, egy másik vár.
- A hettita uralkodó II. Muwatallis és II. Ramszesz fáraó közti csata emlékműve, a Sirkeli Höyük.

## Fordítás
- Ez a szócikk részben vagy egészben  a   Ceyhan című angol Wikipédia-szócikk ezen változatának fordításán alapul.  Az eredeti cikk szerkesztőit annak laptörténete sorolja fel. Ez a jelzés csupán a megfogalmazás eredetét és a szerzői jogokat jelzi, nem szolgál a cikkben szereplő információk forrásmegjelöléseként.